# Greensville megye
Greensville megye az Amerikai Egyesült Államokban, azon belül Virginia államban található. Megyeszékhelye Emporia, legnagyobb városa Jarratt. Lakosainak száma 11 391 fő (2020. április 1.). Greensville megye Dinwiddie, Brunswick, Sussex, Southampton, Northampton és Emporia megyékkel határos.

## Népesség
A megye népességének változása:
| Lakosok száma | 12 239 | 12 099 | 11 892 | 11 886 | 11 885 | 11 391 |
|               | 2010   | 2011   | 2012   | 2013   | 2015   | 2020   |